# Münchner Bank
Die Münchner Bank eG ist eine Genossenschaftsbank mit Sitz in München und die älteste Genossenschaftsbank Bayerns. Mit etwa 460 Mitarbeitern (einschließlich Tochtergesellschaften), 22 Standorten im Raum München und einer Bilanzsumme von 3,679 Milliarden Euro (Stand: 31. Dezember 2024) ist sie eine der größten Universalgenossenschaftsbanken Bayerns.

## Geschichte
Am 12. Juli 1862 gründeten 22 Münchner Handwerker, Kaufleute, Industrielle und Beamte den Münchener Darlehen-Verein (mit Solidarhaft). Das Institut sollte eine genossenschaftliche Selbsthilfeeinrichtung zur Annahme von Spareinlagen und Ausreichung von Darlehen an seine Mitglieder sein.
Im April 1865 firmierte das Institut als Münchener Industrie-Bank. Es war die erste gewerbliche Kreditgenossenschaft in Bayern. Hermann Schulze-Delitzsch, Gründer der deutschen Erwerbs- und Wirtschaftsgenossenschaften sowie Volksbanken, wirkte an der Erarbeitung der Statuten mit.

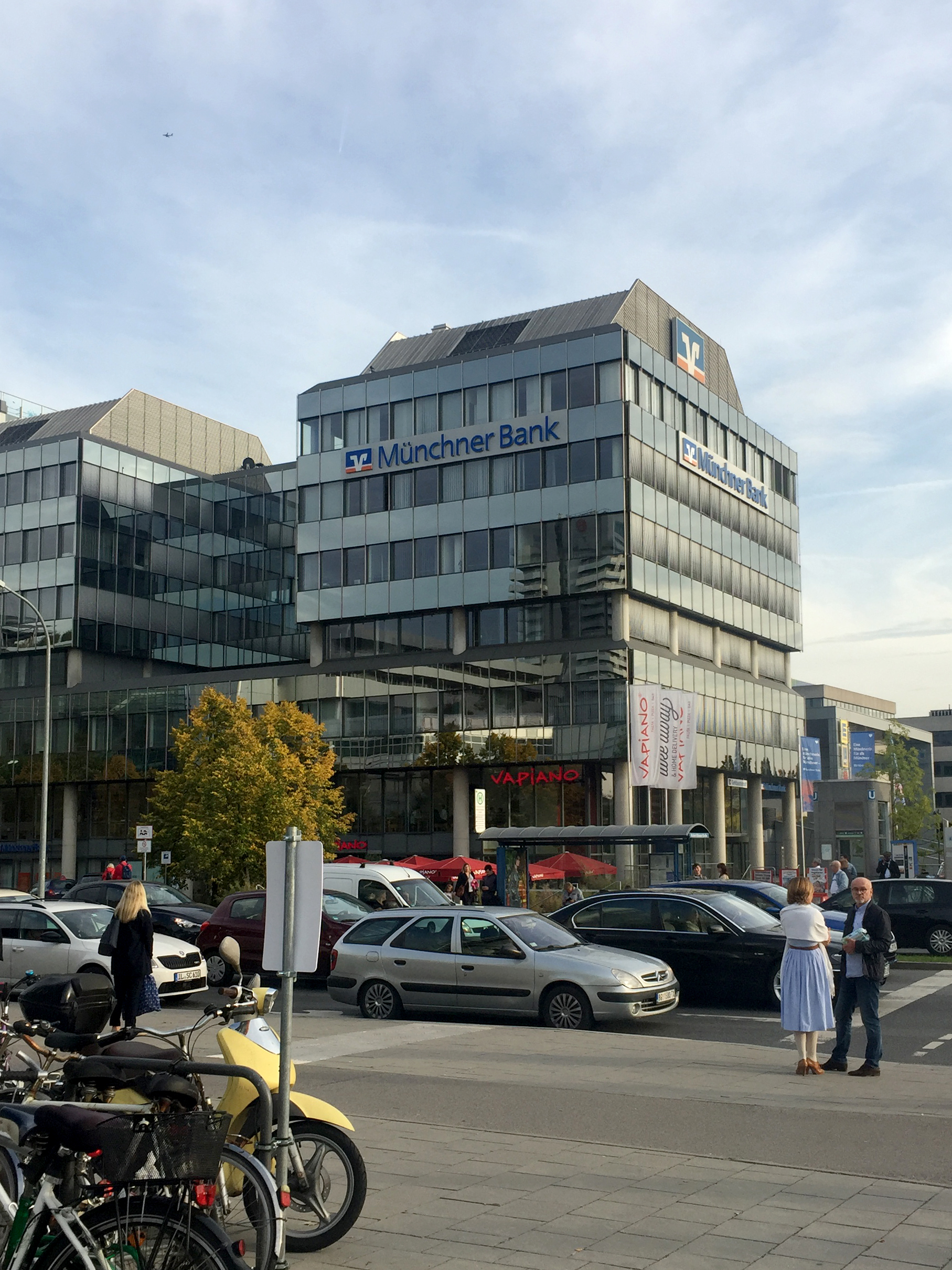
Verwaltungszentrum der Münchner Bank im Forum Bogenhausen

Im Oktober 1873 wurde das erste eigene Bankgebäude der heutigen Münchner Bank eG am Petersplatz 11 errichtet. Ein weiteres Anwesen am Frauenplatz 2 wurde November 1897 erworben. Nach einer zweijährigen Umbauphase wurde der Stammsitz der Bank in dieses Gebäude, direkt gegenüber der Frauenkirche, verlegt.
Im Juli 1964 fusionierte das Institut mit der Oberbayerischen Volksbank in der benachbarten Augustinerstraße 1. Die Oberbayerische Volksbank war im Jahre 1881 gegründet worden. Die fusionierte Bank nannte sich seitdem Volksbank München.
Im Juli 1990 fusionierte die Volksbank München mit der Münchner Bank, welche im Jahre 1881 gegründet worden war. Das neue Institut firmierte in Münchner Bank eG Volksbank um. Die Hauptgeschäftsstelle blieb der Frauenplatz 2. Im April 1995 erhielt die Münchner Bank eG ihren heutigen Namen. Im Juli 2005 fusionierte die Bank mit der Raiffeisenbank München eG.
Im Oktober 2008 erfolgte der Umzug in das neue Verwaltungszentrum im Forum Bogenhausen. Die ursprünglich vier Verwaltungsstandorte am Frauenplatz, der Brienner Straße, der Nymphenburger und der Hofer Straße wurden zusammengefasst im neuen Standort an der Richard-Strauss-Straße 82.
Rückwirkend zum 1. Januar 2012 fusionierte die Münchner Bank mit der Raiffeisenbank Oberschleißheim. Die Verschmelzung wurde am 19. September 2012 in das Genossenschaftsregister eingetragen, die technische Fusion beider Banken erfolgte am 22. und 23. September 2012. 
Am 15. November 2013 wurde das neu gestaltete Stammhaus der Münchner Bank am Frauenplatz wiedereröffnet. Dieses beheimatet neben dem Kompetenzzentrum ein eigenes Museum.